# اكونيون (أولاد ايحيا)
اكونيون هو دُوَّار يقع بجماعة تافضنا، إقليم الصويرة، جهة مراكش آسفي في المملكة المغربية. ينتمي الدوّار لمشيخة أولاد ايحيا التي تضم 5 دواوير. يقدر عدد سكانه بـ 470 نسمة حسب الإحصاء الرسمي للسكان والسكنى لسنة 2004.

## روابط خارجية
- البوابة الوطنية للجماعات الترابية
- المندوبية السامية للتخطيط